# Catllar
Catllar – miejscowość i gmina we Francji, w regionie Oksytania, w departamencie Pireneje Wschodnie.
Według danych na rok 1990 gminę zamieszkiwały 692 osoby, a gęstość zaludnienia wynosiła 86 osób/km² (wśród 1545 gmin Langwedocji-Roussillon Catllar plasuje się na 431. miejscu pod względem liczby ludności, natomiast pod względem powierzchni na miejscu 856.). 

## Zabytki
Zabytki na terenie gminy posiadające status monument historique:
- kościół św. Marii de Riquer (Église Sainte-Marie de Riquer)
- kościół św. Andrzeja (Église Saint-André de Catllar)

## Populacja

Populacja Catllar w latach 1962–2008